# Ефуни, Сергей Наумович
Сергей Наумович Ефуни (род. 24 января 1930, Грозный) — российский анестезиолог и физиолог, генеральный директор Института гипербарической медицины, действительный член (академик) РАН по отделению анестезии и физиологии (1992), сын Ефуни Н. Д..

## Биография
В 1954 году окончил Второй Московский медицинский институт.
В 1954—1956 гг. зав. хирургическим отделением больницы в Алтайском крае, в 1956—1959 гг. преподавал во 2-м Московском медицинском институте, в 1959—1964 гг. — в 1-м Московском медицинском институте.
С 1964 г. работал во ВНИИ клинической и экспериментальной хирургии МЗ СССР(с 1980 г. Всесоюзный научный центр хирургии АМН СССР):
— зав. лабораторией искусственной оксигенации (1964 г.);
— ведущий анестезиолог 4-го Главного управления Минздрава СССР
— начальник отдела гипербарической оксигенации (ГБО) (1966 г.);
— директор Всесоюзного Центра гипербарической оксигенации (1974 г.).
С 1992 г. генеральный директор Института гипербарической медицины. Научный консультант — Институт гипербарической медицины и техники — Бароцентр.
Член-корреспондент АН СССР c 1979 года, академик РАН c 1992 года — отделение физиологии и фундаментальной медицины.
Основные труды Ефуни посвящены изучению механизмов воздействия высокого давления кислорода на функциональные системы и структуры организма, а также различным аспектам электрофизиологии и анестезиологии. Один из авторов оригинального метода обезболивания — послеоперационного наркоза закисью азота. Разработал способ так называемой парапульмональной оксигенации организма с помощью микроэмульсии кислорода. Исследования Ефуни способствовали созданию в Москве комплекса медицинских барокамер для гипербарической оксигенации.

### Семья
Женат, двое детей.

### Награды и премии
- орден Трудового Красного Знамени (24.01.1980)[1]
- медали
- Государственная премия СССР (1977) — за создание комплекса медицинских барокамер для гипербарической оксигенации

## Сочинения
- Лечебный наркоз, М., 1967;
- Достижения гипербарической оксигенации в СССР, М., 1983;
- Гипербарическая оксигенация и сердечно-сосудистая система, М., 1987.